# Liga I 2013-2014
La Liga I 2013-2014 è stata la 96ª edizione della massima serie del campionato di calcio rumeno, disputato tra il 21 luglio 2013 e il 21 maggio 2014 e concluso con la vittoria finale della Steaua Bucarest, al suo venticinquesimo titolo e secondo consecutivo.
Capocannoniere del torneo fu Liviu Antal con 16 reti.

## Stagione

### Novità
Le ultime quattro classificate della stagione precedente sono retrocesse in Liga II alle quali si sono aggiunte Universitatea Cluj e Rapid Bucarest che non hanno ottenuto la licenza.. Il 5 luglio 2013 il Tribunale Arbitrale dello Sport ha accolto il ricorso del Cluj che è stato di nuovo ammesso alla massima serie. Il giorno successivo la federazione rumena ha stabilito che si sarebbe dovuto giocare un incontro di spareggio il 13 luglio a Bucarest tra Rapid Bucarest e Concordia Chiajna, entrambe senza licenza, per l'ultimo posto disponibile in Liga I. L'incontro è terminato 2-1 ai tempi supplementari per il Rapid che ha iniziato quindi la stagione disputando i primi due match. Il Concordia ha fatto ricorso al tribunale arbitrale dello sport che l'ha accolto invertendo il risultato sul campo. Sono stati annullati i risultati ottenuti dal Rapid nelle prime due giornate e fatte recuperare le partite al Concordia. L'11 agosto la lega ha votato un eventuale allargamento a 20 squadre ma solo due team sono stati favorevoli alla proposta.

### Formula
Come nella stagione precedente le partecipanti sono 18 e disputano un turno di andata e ritorno per un totale di 34 partite.
La squadra campione si qualifica per il secondo turno di qualificazione della UEFA Champions League 2014-2015.
La seconda e la terza classificata si qualificano al secondo turno di qualificazione della UEFA Europa League 2014-2015 mentre la vincitrice della coppa di Romania viene ammessa al terzo turno.
Le ultime quattro classificate sono retrocesse in Liga II.
Il Corona Brașov, un partecipante di questa edizione, è stato sciolto il 22 maggio 2014.

## Squadre partecipanti
| Club                      | Città        | Stadio                          | Posizione 2012-2013             |
| ------------------------- | ------------ | ------------------------------- | ------------------------------- |
| Astra Giurgiu             | Giurgiu      | Stadio Marin Anastasovici       | 4º posto                        |
| Brașov                    | Brașov       | Stadio Silviu Ploeșteanu        | 7º posto                        |
| Botoșani                  | Botoșani     | Stadio Municipal                | 1º posto in Seria I di Liga II  |
| Ceahlăul                  | Piatra Neamț | Stadio Ceahlăul                 | 14º posto                       |
| CFR Cluj                  | Cluj-Napoca  | Stadio Dr. Constantin Rădulescu | 9º posto                        |
| Concordia Chiajna         | Chiajna      | Stadio Concordia                | 15º posto                       |
| Corona Brașov             | Brașov       | Stadio Silviu Ploeșteanu        | 1º posto in Seria II di Liga II |
| Dinamo Bucarest           | Bucarest     | Stadio Dinamo                   | 6º posto                        |
| Gaz Metan Mediaș          | Mediaș       | Stadio Gaz Metan                | 10º posto                       |
| Oțelul Galați             | Galați       | Stadio Oțelul                   | 11º posto                       |
| Pandurii                  | Târgu Jiu    | Stadio Tudor Vladimirescu       | 2º posto                        |
| Petrolul Ploiești         | Ploiești     | Stadio Ilie Oană                | 3º posto                        |
| SSU Politehnica Timișoara | Timișoara    | Stadionul Dan Păltinișanu       | 2º posto in Seria II di Liga II |
| Săgeata Năvodari          | Costanza     | Stadio Farul                    | 2º posto in Seria I di Liga II  |
| Steaua Bucarest           | Bucarest     | Stadio Steaua                   | Campione di Romania             |
| U Cluj                    | Cluj-Napoca  | Cluj Arena                      | 12º posto                       |
| Vaslui                    | Vaslui       | Stadio Municipal                | 5º posto                        |
| Viitorul Costanza         | Costanza     | Stadio Farul                    | 13º posto                       |

## Classifica
|  | Pos. | Squadra                   | Pt | G  | V  | N  | P  | GF | GS | DR  |
|  | ---- | ------------------------- | -- | -- | -- | -- | -- | -- | -- | --- |
|  | 1.   | Steaua Bucarest           | 77 | 34 | 22 | 11 | 1  | 71 | 20 | +51 |
|  | 2.   | Astra Giurgiu             | 72 | 34 | 22 | 6  | 6  | 70 | 28 | +42 |
|  | 3.   | Petrolul Ploiești         | 68 | 34 | 18 | 14 | 2  | 53 | 20 | +33 |
|  | 4.   | Dinamo Bucarest           | 59 | 34 | 17 | 8  | 9  | 52 | 34 | +18 |
|  | 5.   | Vaslui                    | 51 | 34 | 15 | 6  | 13 | 38 | 32 | +6  |
|  | 6.   | CFR Cluj                  | 51 | 34 | 13 | 12 | 9  | 44 | 33 | +11 |
|  | 7.   | Pandurii                  | 50 | 34 | 14 | 8  | 12 | 59 | 39 | +20 |
|  | 8.   | Botoșani                  | 43 | 34 | 12 | 7  | 15 | 36 | 52 | −16 |
|  | 9.   | Ceahlăul                  | 41 | 34 | 10 | 11 | 13 | 27 | 31 | −4  |
|  | 10.  | Oțelul Galați             | 41 | 34 | 12 | 5  | 17 | 43 | 52 | −9  |
|  | 11.  | U Cluj                    | 40 | 34 | 11 | 7  | 16 | 29 | 46 | -17 |
|  | 12.  | Viitorul Costanza         | 40 | 34 | 10 | 10 | 14 | 29 | 50 | −21 |
|  | 13.  | Gaz Metan Mediaș          | 39 | 34 | 10 | 9  | 15 | 32 | 38 | −6  |
|  | 14.  | Concordia Chiajna         | 39 | 34 | 10 | 9  | 15 | 34 | 47 | −13 |
|  | 15.  | Brașov                    | 38 | 34 | 9  | 11 | 14 | 32 | 40 | −8  |
|  | 16.  | SSU Politehnica Timișoara | 38 | 34 | 10 | 8  | 16 | 26 | 42 | −16 |
|  | 17.  | Săgeata Năvodari          | 38 | 34 | 10 | 8  | 16 | 32 | 54 | −22 |
|  | 18.  | Corona Brașov             | 14 | 34 | 2  | 8  | 24 | 20 | 69 | −49 |

      Campione di Romania e ammessa alla UEFA Champions League 2014-2015
      Ammesse alla UEFA Europa League 2014-2015
      Retrocesse in Liga II 2014-2015
Tre punti a vittoria, uno a pareggio, zero a sconfitta.

## Risultati
|                    | AsG  | Bra  | Bot  | Cea  | Clu  | CoC  | CoB  | DBu  | GMe  | OțG  | Pan  | Pet  | PoT  | SaN  | SBu  | UCl  | Vas  | ViC  |
| ------------------ | ---- | ---- | ---- | ---- | ---- | ---- | ---- | ---- | ---- | ---- | ---- | ---- | ---- | ---- | ---- | ---- | ---- | ---- |
| Astra Giurgiu      | –––– | 3-0  | 5-0  | 0-0  | 1-0  | 1-0  | 3-0  | 2-1  | 3-1  | 1-1  | 2-0  | 1-2  | 5-1  | 2-0  | 1-1  | 3-1  | 1-0  | 2-0  |
| Braṣov             | 2-1  | –––– | 1-2  | 1-0  | 0-0  | 3-1  | 1-0  | 2-0  | 0-0  | 1-3  | 3-5  | 1-1  | 2-1  | 1-1  | 1-2  | 0-0  | 1-1  | 4-0  |
| Botoṣani           | 0-2  | 2-1  | –––– | 0-1  | 0-0  | 0-2  | 3-1  | 1-2  | 2-2  | 3-1  | 3-2  | 1-2  | 1-0  | 1-1  | 1-2  | 1-1  | 1-0  | 3-1  |
| Ceahlăul           | 0-2  | 1-1  | 0-0  | –––– | 0-1  | 3-1  | 3-0  | 0-1  | 0-1  | 2-0  | 1-0  | 0-0  | 1-0  | 2-1  | 0-2  | 1-1  | 2-0  | 0-0  |
| CFR Cluj           | 0-0  | 1-0  | 3-1  | 2-0  | –––– | 1-1  | 1-0  | 1-0  | 3-1  | 7-2  | 1-1  | 1-1  | 2-2  | 6-1  | 0-1  | 1-2  | 0-0  | 2-1  |
| Concordia Chiajna  | 3-1  | 1-0  | 1-1  | 2-0  | 0-0  | –––– | 1-0  | 1-3  | 1-0  | 1-1  | 1-5  | 0-0  | 2-1  | 4-0  | 1-4  | 1-1  | 0-1  | 1-2  |
| Corona Braṣov      | 2-5  | 1-2  | 1-2  | 1-0  | 2-2  | 2-2  | –––– | 1-1  | 1-2  | 0-1  | 1-1  | 0-3  | 0-0  | 0-0  | 1-1  | 0-2  | 2-1  | 0-4  |
| Dinamo Bucarest    | 2-0  | 2-1  | 1-0  | 1-1  | 0-3  | 2-1  | 1-0  | –––– | 1-0  | 3-1  | 2-3  | 1-1  | 4-0  | 4-1  | 1-2  | 6-0  | 2-0  | 1-2  |
| Gaz Metan Mediaș   | 0-0  | 1-1  | 1-2  | 3-1  | 2-0  | 1-0  | 1-0  | 1-1  | –––– | 0-2  | 0-1  | 1-0  | 0-1  | 1-2  | 2-2  | 2-1  | 1-1  | 4-0  |
| Oțelul Galați      | 0-4  | 1-0  | 2-1  | 0-1  | 0-1  | 2-0  | 2-1  | 1-2  | 1-1  | –––– | 1-0  | 1-2  | 1-0  | 0-1  | 1-1  | 2-1  | 1-2  | 4-1  |
| Pandurii           | 1-3  | 3-1  | 6-1  | 1-1  | 0-1  | 0-1  | 5-0  | 2-1  | 1-2  | 2-1  | –––– | 0-1  | 0-1  | 0-0  | 1-1  | 3-0  | 1-2  | 1-1  |
| Petrolul Ploiești  | 1-1  | 0-0  | 3-0  | 1-1  | 3-2  | 3-0  | 2-0  | 2-2  | 2-0  | 2-0  | 1-1  | –––– | 0-0  | 3-0  | 0-0  | 2-0  | 3-0  | 3-0  |
| Poli Timiṣoara     | 1-2  | 0-1  | 0-1  | 1-1  | 1-0  | 1-0  | 0-0  | 2-0  | 2-1  | 1-0  | 2-3  | 0-3  | –––– | 1-1  | 0-0  | 1-2  | 0-2  | 0-0  |
| Sageăta Navodări   | 3-4  | 0-0  | 1-0  | 0-2  | 2-1  | 4-0  | 1-0  | 0-1  | 1-0  | 2-1  | 0-4  | 2-3  | 1-2  | –––– | 1-2  | 1-0  | 0-1  | 3-1  |
| Steaua Bucarest    | 3-1  | 3-0  | 4-0  | 2-1  | 3-0  | 4-0  | 3-0  | 1-1  | 3-0  | 2-2  | 2-2  | 1-1  | 3-0  | 5-0  | –––– | 2-0  | 0-1  | 4-0  |
| Universitatea Cluj | 1-0  | 2-0  | 2-1  | 1-1  | 0-0  | 0-3  | 3-2  | 0-1  | 1-0  | 1-0  | 0-3  | 0-1  | 1-2  | 1-1  | 0-1  | –––– | 1-0  | 3-1  |
| Vaslui             | 1-4  | 1-0  | 0-1  | 3-0  | 4-0  | 1-0  | 8-1  | 1-1  | 1-0  | 1-4  | 1-0  | 1-1  | 1-0  | 1-0  | 0-1  | 2-0  | –––– | 0-1  |
| Viitorul Costanza  | 0-4  | 0-0  | 0-0  | 1-0  | 1-1  | 1-1  | 1-0  | 0-0  | 0-0  | 4-3  | 0-1  | 2-0  | 1-2  | 0-0  | 0-3  | 1-0  | 2-0  | –––– |

## Statistiche

### Individuali

#### Classifica marcatori
| Gol |  |  | Giocatore           | Squadra            |
| --- |  |  | ------------------- | ------------------ |
| 15  |  |  | Liviu Antal         | Vaslui             |
| 13  |  |  | Valentin Lemnaru    | U Cluj             |
| 13  |  |  | Constantin Budescu  | Astra Giurgiu      |
| 11  |  |  | Szabolcs Székely    | ACS Poli Timișoara |
| 11  |  |  | Eric                | Pandurii           |
| 10  |  |  | Bojan Golubović     | Ceahlăul           |
| 10  |  |  | Federico Piovaccari | Steaua Bucarest    |
| 10  |  |  | Juan Albín          | Petrolul Ploiești  |
| 10  |  |  | Marquinhos Carioca  | Oțelul Galați      |
| 10  |  |  | Alex                | Pandurii           |
| 10  |  |  | Wellington          | Concordia Chiajna  |

## Verdetti
- Campione di Romania:  Steaua Bucarest
- In UEFA Champions League 2014-2015:  Steaua Bucarest
- In UEFA Europa League 2014-2015:  Astra Giurgiu,  Petrolul Ploiești e  CFR Cluj
- Retrocesse in Liga II:  Vaslui,  SSU Politehnica Timișoara e  Săgeata Năvodari
- Fallita:  Corona Brașov